# M 3600
M 3600 (gebaut als M 108, 1928 umbenannt in Delphin, 1940 in M 508 und 1943 in M 3600) war ein im Ersten Weltkrieg für die Kaiserliche Marine gebautes Minensuchboot, das eine lange Laufbahn mit variablen Aufgaben in der Kaiserlichen Marine, der Reichsmarine, der Kriegsmarine, dem Deutschen Minenräumdienst und der sowjetischen Marine hatte.

## Bau und Technische Daten
Das Boot vom Typ Minensuchboot 1916 lief am 17. Juli 1918 bei der Werft Joh. C. Tecklenborg in Geestemünde vom Stapel und wurde am 10. August 1918 als Minensuchboot M 108 in Dienst gestellt. Das Boot war 59,30 m lang und 7,30 m breit, hatte 2,15 m Tiefgang und verdrängte maximal 548 t. Es war mit zwei 8,8-cm-Geschützen L/30 bewaffnet. Zwei Verbunddampfmaschinen mit dreifacher Dampfdehnung und zusammen bis zu 1840 PS verlieh ihm eine Höchstgeschwindigkeit von 16,0 Knoten. Das Boot hatte bei 14 Knoten Marschgeschwindigkeit einen Aktionsradius von 2000 Seemeilen.

## Laufbahn
Das Boot diente nach dem Ende des Ersten Weltkriegs in der Reichsmarine zunächst im Minensuch- und -räumdienst. Ab dem 15. November 1925 diente es als Entfernungsmeß-Tender und Scheibenschlepper der Schiffsartillerieschule (SAS). Am 2. Juni 1928 wurde es in Delphin umbenannt – der vorhergehende Artillerietender namens Delphin war am 15. November 1925 außer Dienst gestellt und 1926 verkauft worden. 1936 wurde es modernisiert und umgerüstet, und ab 24. Oktober 1936 diente es als Flak-Schulboot der Flak- und Küstenartillerieschule. Am 1. Oktober 1940 wurde es in M 508 umbenannt und wieder im Minendienst genutzt. Als das bisherige Führerboot der 36. Minensuchflottille (M 3600, ex Jacques Coeur) am 17. September 1943 nach Minentreffer sank, wurde M 508 bald darauf zum neuen Führerboot dieser vor der niederländischen Küste operierenden Flottille bestimmt und dementsprechend in M 3600 umbenannt. 1945 verlegte die Flottille in die Ostsee, mit Stützpunkt Warnemünde. Am 27. Juli 1945 kam das Boot zur German Minesweeping Administration (Deutscher Minenräumdienst), wurde dann aber schon am 17. November 1945 an die Sowjetunion ausgeliefert. Wie lange und in welchen Funktionen das Boot dort noch diente, ist nicht bekannt.